# Епископ моравички Тихон
Тихон (световно Александар Ракићевић, Чачак, 25. октобар 1971) је епископ моравички Српске православне цркве, викар Патријарха српског Г. Порфирија.

## Биографија
Викарни епископ Тихон је рођен у Чачку 25. октобра 1971. године, као Александар Ракићевић. У овом граду завршава основну школу и прва два разреда у Чачанској гимназији. Након тога уписује Школу за дизајн у Београду, коју завршава 1990. године. На Факултету примењених уметности Београдског универзитета дипломирао је 1995. године на одсеку за зидно сликарство, након чега на истом факултету уписује постдипломске студије и запошљава се као асистент-приправник.
Године 1996. одлази да постане искушеник у манастиру Студеници, код игумана архимандрита Јулијана (Кнежевића). Монах постаје 1997. године, исте године постаје јерођакон, а 1999. године јеромонах. Изабран је за игумана 2004. године. Исте године епископ Хризостом производи га у чин архимандрита.
Закључно са 2003. годином положио је све богословске диференцијалне испите и уписао постдипломске студије на катедри за литургику Православног богословског факултета у Београду. После положених испита на постдипломским студијама 2005. године почиње да ради магистарску тезу Икона у литургији: функција и смисао, коју је одбранио 2008. године.
Доктор теолошких наука постао је 8. априла 2014. године када је, на истом факултету, одбранио докторску дисертацију на тему Олтарска преграда-иконостас од IV до средине XVII века: форма, функција и значење. Истражује и пише научне радове у вези са културним и духовним наслеђем манастира Студенице. Посебну пажњу посвећује раду Светога Саве у овом манастиру 1207. до 1215. године. Покренуо је и у својству уредника учествовао у капиталним пројектима објављивања тројезичног издања Студеничког Типика и двојезичног издања Евергетидског Типика. Руководио је пројектима превођења дела Светог Саве на више страних језика. За пројекат "Дигитална Студеница", реализован 2018. године поводом обележавања јубилеја 800 година аутокефалности Српске Православне Цркве, Манастир Студеница добио је Светосавску награду. Поставка пројекта „Дигитална Студеница“ представљена је јавности у склопу изложбе "Духовно и културно наслеђе Манастира Студенице: древност, постојаност, савременост"  у Галерији ликовне и музичке уметности САНУ (13. децембар - 31. март 2020).
Изабран је у звање вишег научног сарадника септембра 2024. године. Претходно је звање научног сарадника стекао 2018. године, a реизабран је 2023. године.
Свети архијерејски сабор СПЦ изабрао га је 18. маја 2024. године за викара Патријарха српског са титулом викарни епископ моравички. 
Чин наречења високодостојног архимандрита Тихона за Епископа моравичког, викара Патријарха српског обављен је 7. септембра 2024. године у 18:00 часова у Саборном храму Светог Архангела Михаила. Пред присутним сабрањем Свете Цркве, архимандрит Тихон је прихватио вољу и одлуку Светог Архијерејског Сабора Српске Православне Цркве, а затим је началствовао вечерњим богослужењем у присуству Његове Светости, архијереја, свештенства, монаштва и верног народа.
8. септембра 2024. године је у заветном спомен-храму Светог Саве на Врачару извршен свечани чин хиротоније изабраног и нареченог архимандрита Тихона (Ракићевића)  у чин Епископа моравичког, викара Патријарха српског. Светом архијерејском Литургијом и самим чином хиротоније началствовао је првојерарх Српске Православне Цркве, Његова Светост Патријарх српски Г. Порфирије уз учешће великог броја архијереја, високопреподобних архимандрита, протојереја-ставрофора, протојереја, јереја, протођакона и ђакона. После свете Литургије епископ моравички Г. Тихон произнео је своју приступну беседу.
На свечаној седници Скупштине Града Краљева одржаној 07. октобра 2024. године у сали Скупштине града Краљева, поводом Дана Града - Краљевдана, када Српска православна црква прославља Преподобног Симона монаха - Светог краља Стефана Првовенчаног, градоначелник града Краљева др Предраг Терзић доделио је епископу моравичком, викару патријарха српског господину Тихону Ракићевићу, доскорашњем игуману манастира Студенице, звање почасног грађанина града Краљева за верно служење Богу и народу, за бдење над Студеницом, мајком српских манастира. Дана 5. новембра 2024. године на Правном факултету Универзитета у Приштини са привременим седиштем у Косовској Митровици др Тихон Ракићевић, Eпископ моравички Српске православне цркве, одржао је предавање по позиву на тему „Постанак и значај Хиландарског и Студеничког типика“.

## Дела

### Књиге
- Ракићевић, Тихон (2024). ТЕМПЛОН – ПРЕГРАДА ОЛТАРА/ИКОНОСТАС: ОД НАСТАНКА ДО РАЗВИЈЕНЕ СРЕДЊОВЕКОВНЕ ФОРМЕ, СА ОСВРТОМ НА СРПСКЕ ЗАДУЖБИНЕ ОД КРАЈА XII ВЕКА ДО ВЕЛИКЕ СЕОБЕ 1690. ГОДИНЕ. САНУ - Манастир Студеница. ISBN 978-86-6184-015-9. Архивирано из оригинала 19. 09. 2024. г. Приступљено 19. 09. 2024.  137269769
- Ракићевић, Тихон (2010). Икона у литургији: смисао и улога. Манастир Студениц. ISBN 978-86-87345-06-5. Архивирано из оригинала 6. 6. 2023. г.  221152524

- Ракићевић, Тихон (2013). Борба за достојанство: изложење живота и мученичког подвига ученице Милице Костић (1956-1974). Београд: Издавачки фонд Српске православне цркве Архиепископије београдско-карловачке. ISBN 978-86-84799-01-4.  201179148

- Ракићевић, Тихон (2014). Монаштво и осуђивање. Манастир Студеница. ISBN 978-86-84933-95-1.  209548556

| Одабрани објављени радови |
| --- |
| - Tihon Rakićević, Nevena Debljović Ristić, „Medieval templon with inseparable objects of prostration. A case of Saints Joachim and Anna church in the Studenica Monastery“, Zograf 46, The Institute of Art History Faculty of Philosophy – University of Belgrade, 73–98. - „Свети Сава и Евергетидски манастир”. Евергетидски типик. 2020. - „Одредбе за унутрашњи и спољашњи монашки живот игумана студеничког Саве Немањића”. Осам векова аутокефалије Српске православне цркве, II том. 2020. - Архимандрит Тихон Ракићевић, „Аскетско поученије и српске владарске идеје у троделном првом слову ктиторског житија Студеничког типика“, у: Стефан Првовенчани и његово доба, Зборник радова, књ. 42, ур. Ивана Коматина, Историјски институт Београд, 2020, 329–342. - Архимандрит Тихон Ракићевић, "Студеничко духовно и културно наслеђе - синтеза учења и савременост" - Игуман манастира Студенице архимандрит Тихон, са братијом, у: Каталог изложбе Духовно и културно наслеђе Манастира Студенице: древност, постојаност, савременост, Галерија ликовне и музичке уметности САНУ (13. децембар - 31. март 2020), аутор изложбе и уредник публикације: Миодраг Марковић, дописни члан САНУ, САНУ: Београд 2019, стр. 13-14. - Архимандрит Тихон Ракићевић, "Црквено-књижевна сведочанства о духовним утемељивачима манастира Студенице", Тематски зборник Културно наслеђе манастира Студенице (ур. М. Анђелковић, М. Матић), Манастир Студеница 2019, 35-52. - Архимандрит Тихон Ракићевић, Идеологија братства Светог Саве, Црквене студије/Church studies, година XVI, № 16/1, Издавач: Центар за црквене студије, Ниш: Универзитет у Нишу; Центар за византијско-словенске студије; Међународни центар за православне студије, уредник Драгиша Бојовић, Ниш 2019, 27–45. - Архимандрит Тихон Ракићевић, Изостављање одредби о туђиновању, покајању, плачу и просвећењу у завршним поукама првог слова Студеничког типика Светога Саве, ЗРВИ, бр. 55/2018, Византолошки институт САНУ, Београд 2018, 179–199. - Маја М. Анђелковић, Тихон М. Ракићевић, Александар М. Стојановић, О радостотворној жалости. Проблем превођења израза жалост и плач код Јована Лествичника, са освртом на најстарији дечански и хиландарски превод Лествице, Наслеђе 41, изд. Филолошко-уметнички факултет, Крагујевац, Крагујевац 2018, стр. 173-188. - Архимандрит Тихон Ракићевић, Од римског templum-a до српског тем(п)ла, Црквене студије/Church studies, година XV број 15, Издавач: Центар за црквене студије, Ниш: Универзитет у Нишу; Центар за византијско-словенске студије; Међународни центар за православне студије, уредник Драгиша Бојовић, Ниш 2018, 887–905. - Архимандрит Тихон Ракићевић, Настанак завршног дела Савиног Житија Светог Симеона у светлости хиландарског рукописа број 387, Хиландарски зборник 14, Српска академија наука и уметности, Хиландарски одбор, Београд 2017, 7–18. - Архимандрит Тихон Ракићевић, Интерколумнија на темплу и икона, Саопштења XLIX–2017, издавач: Републички завод за заштиту споменика културе Београд, Београд 2017, 43–55. - Arhimandrit Tihon Rakićević, Legal basis for symbolism disappearance in sacral art (Abolition of regulations that were not good [Ezek 20, 25]), Teme, journal for social sciences, vol. XLI, no 4, 2017, 1057–1072. - Архимандрит Тихон Ракићевић, Богословске идеје у олтарским преградама у периоду од Немањине до Милутинове студеничке Цркве, Манастир Студеница – 700 година Краљеве Цркве, зборник радова, САНУ, Научни скупови, књига CLIX, Одељење историјских наука, књига 39, Уредници: Љубомир Максимовић & Владимир Вукашиновић, Београд 2016, 185–193. - Архимандрит Тихон Ракићевић, Неки теолошки разлози за постојање двери и завесе на темплу, Саопштења XLVIII–2016, издавач: Републички завод за заштиту споменика културе Београд, Београд 2016, 249–260. - Архимандрит Тихон Ракићевић, Сажетак описа живота Светог Симеона (KNM, IX 8, Š 10) и Поученије Теодора Студита (Хиландар 387): утицаји и паралеле, у: Зборник радова "Стефан Немања - Преподобни Симеон Мироточиви", том II, Београд - Беране 2016 (уредник др Милан Радујко), 639-657. - Архимандрит Тихон Ракићевић, Есхатолошка визија Теодора Студита (Хиландар 387) у Ктиторском житију Типика Манастира Студенице, Зборник радова Византолошког института LIII (2016), 179–208. - Архимандрит Тихон Ракићевић, Питање рашчитавања једног места у Житију светог Симеона од Светог Саве (IX H 8 [Š 10]), Зборник Матице српске за друштвене науке 152 (3/2015), Матица Српска, Нови Сад 2015: 451–469. - Архимандрит Тихон Ракићевић, Значење термина „иконостас“, Зборник радова са четвртог годишњег симпозиона, Српска теологија данас (СТД), књ. 4, издавач: Институт за теолошка истраживања ПБФ, Београд 2013, 335–342. - Архимандрит Тихон Ракићевић, „Лик страдалног Христа и Царство Божије”, Богословље, часопис Православног богословског факултета, 1 (2013), Београд 2013, 19–34. - Архимандрит Тихон Ракићевић, Традиционални темплон (олтарска преграда) унутар праволинијског концепта (од „Почетка“ [пост 1, 1] ка „Доласку“ Христа – Месије [отк 22, 20]), Зборник радова са трећег годишњег симпозиона, Српска теологија данас (СТД), књ. 3, издавач: Институт за теолошка истраживања ПБФ, Београд 2012, 391–406. - Архимандрит Тихон Ракићевић, Литургијски доживљај иконе, Светог писма и богослужбених текстова; Српска теологија данас 2010, Зборник радова са другог годишњег симпозиона, Српска теологија данас (СТД), књ. 2, издавач: Институт за теолошка истраживања ПБФ, Београд 2011, 301–314. |